# Giuliana De Carli
Giuliana De Carli (Milano, 26 marzo 1935) è una truccatrice italiana.

## Biografia
Nasce a Milano il 26 marzo 1935 in zona Solari, figlia del truccatore Giuseppe De Carli e della cantante e truccatrice Elvira Mantice. All'età di 12 anni inizia ad imparare l’arte del trucco dando una mano ai genitori e nel 1957 inizia ufficialmente a lavorare come truccatrice. Nei primi anni 60’ diventa la truccatrice di tre stagioni di opere al Teatro alla Scala, e nel 1961 inizia a lavorare con Strehler in quasi tutti i suoi spettacoli fino alla sua morte. Nel 1984 assieme a Strehler fa una stagione di spettacoli negli Stati Uniti. Giuliana è stata attiva anche nell’ambito della pubblicità realizzando i trucchi dei primi caroselli di fine anni 50 e molte altre nel resto della sua carriera. Gli ultimi suoi lavori sono stati realizzati alla fine degli anni '90 e inizio 2000.
Nella sua carriera ha truccato attori come Diego Abatantuono, Giancarlo Giannini, Nino Manfredi, Monica Bellucci e cantanti come Maria Callas, Nicola Zaccaria e molti altri.

## Filmografia

### Cinema
- Requiem per un gringo, regia di José Luis Merino (1968)
- Arcana, regia di Giulio Questi (1972)
- Gli assassini sono nostri ospiti, regia di Vincenzo Rigo (1974)
- Allegro non troppo, regia di Bruno Bozzetto (1976)
- Lettomania, regia di Vincenzo Rigo (1976)
- Frou Frou del tabarin, regia di Giovanni Grimaldi (1976)
- L'albero degli zoccoli, regia di Ermanno Olmi (1978)
- Ombre, regia di Giorgio Cavedon, Mario Caiano (1980)
- Frankenstein oltre le frontiere del tempo (Frankenstein Unbound), regia di Roger Corman (1990)
- Così fan tutte, regia di Carlo Battistoni (1998)

### Televisione
- Un uomo curioso, regia di Dino Bartolo Partesano (1975)
- Vita coi figli, regia di Dino Risi (1990)
- Il commissario Corso, regia di Alberto Sironi e Gianni Lepre (1991 e 1992)

## Teatrografia

### Teatro
- La storia della bambola abbandonata, di Giorgio Strehler - regia di Giorgio Strehler (1976)
- La tempesta, di William Shakespeare - regia di Giorgio Strehler (1978)
- El nost Milan, di Carlo Bertolazzi - regia di Giorgio Strehler (1979)
- Temporale, di August Strindberg - regia di Giorgio Strehler (1980)
- La grande magia, di Eduardo De Filippo - regia di Giorgio Strehler (1985)
- Elvira, o della passione teatrale, di Louis Jouvet - regia di Giorgio Strehler (1987)
- Come tu mi vuoi, di Luigi Pirandello - regia di Giorgio Strehler (1988)
- Faust, di Wolfgang von Goethe - regia di Giorgio Strehler (1988)
- L’isola degli schiavi, di Pierre de Marivaux - regia di Giorgio Strehler (1994)
- I giganti della montagna, di Luigi Pirandello - regia di Giorgio Strehler (1994)
- L’anima buona di Seuzan, di Bertolt Brecht - regia di Giorgio Strehler (1996)

### Opera

#### Teatro alla Scala, stagione 1961/62
- Turandot di Ferruccio Busoni
- Il buon soldato Sc'vèik di Jaroslav Hašek
- Medea di Euripide
- Faust di Wolfgang von Goethe
- Gli ugonotti di Giacomo Meyerbeer
- La battaglia di Legnano di Giuseppe Verdi
- La favorita di Gaetano Donizetti
- Rigoletto di Giuseppe Verdi
- Madama Butterfly di Giacomo Puccini
- Il tabarro di Giacomo Puccini

#### Teatro alla Scala, stagione 1962/63
- Aida di Giuseppe Verdi
- Don Giovanni di Wolfgang Amadeus Mozart
- Il trovatore di Giuseppe Verdi
- Carmen di Georges Bizet
- La bohème di Giacomo Puccini
- Debora e Jaele di Ildebrando Pizzetti
- Falstaff di Giuseppe Verdi
- Arianna e Nasso di Richard Strauss

#### Teatro alla Scala, stagione 1963/64
- Mefistofele di Arrigo Boito
- Don Carlo di Giuseppe Verdi
- Barbiere di Siviglia di Gioacchino Rossini
- La favorita di Gaetano Donizetti
- Il trovatore di Giuseppe Verdi
- Carmen di Georges Bizet
- Cavalleria Rusticana di Pietro Mascagni
- La fanciulla del West di Giacomo Puccini
- Cardillac di Paul Hindemith
- L’amico Fritz di Pietro Mascagni